# Lecce
Lecce és una ciutat de la Itàlia meridional, capital de la província homònima situada a la regió de la Pulla.
El més gran centre cultural de la península salentina, és la seu d'una antiga universitat, i es troba a 11 quilòmetres de la costa de la mar Adriàtica i a 23 de la mar Jònica, al cor d'una àrea completament urbanitzada. Un estudi de la comissió de la població, va determinar que a l'àrea de Lecce hi vivien uns 430.000 habitants.
Centre particularment actiu en el sector de l'agricultura (oli, vi) i el de la ceràmica, és la ciutat on més s'ha desenvolupat l'art barroc sobre "Pietra Leccesse", una roca calcària molt manejable. Per la bellesa dels monuments de la ciutat, moltes vegades, s'anomena Lecce com "la Florència del Sud".

## Fills il·lustres
- Sabatino de Ursis (1575-1620) jesuïta, astrònom, missioner a la Xina.
- Cloe Elmo (1910-1962), mezzosoprano.
- Armando Gentilucci (1939-1989), compositor i crític musical.
- Ennio de Giorgi (1928-1996), matemàtic.
- Laszló Spezzaferri (1912-1989), músic.
- Gaetano Spezzaferri (1895-1920), violinista.
- Giovanni Spezzaferri (1888-1963), compositor, publicista i pedagog.

## Territori
El territori de la província de Lecce té una extensió de 2.759,39 km² (el 14,3% del territori de la Pulla), amb una altitud màxima de 201 metres, comprés a la part final de la península salentina. La província suma 97 municipis amb un total de 807.808 habitants (el 19,86% de la població de la Pulla).

## Llocs d'interès
La ciutat de Lecce té una gran riquesa de monuments, molts dels quals están construïts amb el característic "barroco leccese". Compta amb unes 40 esglésies i nombrosos palaus set-centistes.
- Porta Rudiae
- Església de Sant Giovanni Battista
- Catedral
- Església de Santa Irene
- Església del Gesù
- Basílica de la Santa Croce
- Palau dels Celestins
- Piazza Sant Oronzo
- Església de San Matteo
- Via Giuseppe Palmieri: També és interessant aquest carrer, ja que al llarg d'aquest hi ha diversos edificis elegants entre els quals destaquen el palau Marrese i el palau Palmieri, construïts al s. XVIII enfront de la Piazzetta Falconieri. Al final del carrer s'alça la porta de Nàpols, arc de triomf erigit al s. XVI en honor de Carles V.[1]